# Екстремни правила
Екстремни правила е кеч събитие, продуцирано от WWE, професионална кеч компания, намираща се в Къненктикът, излъчващо се на живо и само по pay-per-view (PPV).
В събитието повечето от мачовете са с хардкор условия; затворената Extreme Championship Wrestling (ECW) компания първоначално използва този термин за своите мачове.
Събитието се създава през 2009 г., но концепцията му започва от предшественика му Нощно сбиване, което е продуцирано през 2005 и 2006 като турнир на ECW. През 2007 г. WWE продуцира шоуто сред своите турнири, но продължава ECW концепцията на мачовете с екстремни правила. През 2009 г. WWE сменя името от Нощно сбиване на Екстремни правила.
Турнирът през 2009 г. е обявен от WWE като пряко продължение на хронологията на Нощно сбиване. Обаче през 2010 г. е обявен като второто събитие в нова хронология, която не продължава пряко продължение на Нощно сбиване. Започвайки от 2010, Екстремни правила се мести от юни към април/началото на май, замествайки Ответен удар като турнира след КечМания. За 2013, турнира се провежда в средата на май и замества турнира Отвъд предела, който се мести през октомври, по-късно същата година, но отново е заместен от Бойно поле. След 2009 г. е имало поне един мач в Стоманена клетка, с изключение на 2012, когато се провежда в Чикаго е имало поне един Чикагски уличен бой, а през 2016 Дийн Амброуз представя Мача в лудница, замествайки Стоманената клетка.

## Дати и места
| № | Име                      | Дата     | Град                      | Място                | Главен мач                                                                    |
| - | ------------------------ | -------- | ------------------------- | -------------------- | ----------------------------------------------------------------------------- |
| 1 | Екстремни правила (2009) | 7 юни    | Ню Орлиънс, Луизиана      | New Orleans Arena    | Острието срещу Джеф Харди в мач със стълби1                                   |
| 2 | Екстремни правила (2010) | 25 април | Балтимор, Мериленд        | 1st Mariner Arena    | Джон Сина срещу Батиста в мач Последният оцелял2                              |
| 3 | Екстремни правила (2011) | 1 май    | Тампа, Флорида            | St. Pete Times Forum | Миз срещу Джон Сина срещу Джон Морисън в мач Тройна заплаха Стоманена клетка2 |
| 4 | Екстремни правила (2012) | 29 април | Роузмънт, Илинойс         | Allstate Arena       | Джон Сина срещу Брок Леснар в мач с Екстремни правила                         |
| 5 | Екстремни правила (2013) | 19 май   | Сейнт Луис, Мисури        | Scottrade Center     | Брок Ленар срещу Трите Хикса в мач в Стоманена клетка                         |
| 6 | Екстремни правила (2014) | 4 май    | Ийст Ръдърфорд, Ню Джърси | Izod Center          | Даниъл Брайън срещу Кейн в мач с Екстремни правила3                           |
| 7 | Екстремни правила (2015) | 26 април | Роузмънт, Илинойс         | Allstate Arena       | Сет Ролинс срещу Ренди Ортън в мач в Стоманена клетка3                        |
| 8 | Екстремни правила (2016) | 22 май   | Нюарк, Ню Джърси          | Prudential Center    | Роуман Рейнс срещу Ей Джей Стайлс в мач с Екстремни правила3                  |

Мач за:
1↑Световната титла в тежка категория;
2↑Титлата на WWE;
3↑Световната титла в тежка категория на WWE